# Andrea Buccarella
Andrea Buccarella, né à Rome le 9 novembre 1987, est un claveciniste, organiste et chef d'orchestre classique italien.

## Biographie
Andrea Buccarella naît à Rome en 1987 et entreprend ses premières études musicales comme Puer Cantor dans le prestigieux chœur de la Chapelle Sixtine de 1997 à 2000. Après avoir obtenu le diplôme d'orgue et de composition à l'orgue au Conservatoire Sainte-Cécile à Rome en 2008, il se qualifie cum laude en clavecin et claviers historiques avec Enrico Baiano en 2016. En juin 2018, il obtient son master en clavecin à la Schola Cantorum de Bâle sous l'égide d'Andrea Marcon.

Il interprète notamment les Variations Goldberg de Bach et enregistre un disque portant sur l'histoire de la toccata qui reçoit un « Diapason d'or » lors de sa sortie : 

« Un tour d'Europe de la toccata sur quatre trésors de la facture instrumentale (deux italiens, un flamand et un allemand), confirme la force tranquille du claveciniste couronné au Concours de Clavecin de Bruges en 2018. Le programme de son premier récital en solo marque une certaine originalité. Il donne un aperçu représentatif de la production de onze compositeurs. […] Sous ses doigts, une tournure impérieuse n'a pas le même sens chez Weckman ou Froberger, la rhétorique de Buxtehude n'est pas celle de Bach. […] La tranquille hauteur de vue et la pertinence de la conduite musicale révèlent un artiste hors du commun — qu'il faudra suivre. »

— Philippe Ramin (Diapason, janvier 2020).

## Prix
- 2018 : Premier Prix du Concours de musique ancienne de Bruges[3].

## Discographie
- Toccata, de Claudio Merulo à Jean-Sébastien Bach : œuvres de Merulo, Sweelinck (SwWV 296), Picchi, Frescobaldi, Rossi, Froberger, Kerll, Weckmann, Buxtehude (BuxWV 165), Reinken et Bach (BWV 912) - Andrea Buccarella, clavecins de Philippe Humeau (mai 2019, Ricercar RIC407)[4],[5],[6] (OCLC 1129457589)

Il a aussi dirigé l'Ensemble Abchordis
- Stabat Mater : Œuvres de Gennaro Manna, Aniello Santangelo, Giacomo Sellitto (it) (16-19 octobre 2014, Deutsche Harmonia Mundi 88875159722) (OCLC 995261851)
- Dies Irae : Œuvres de Gennaro Manna, Aniello Santangelo, Ferdinando Lizio (28 septembre-1er octobre 2016, Deutsche Harmonia Mundi 19075814542) (OCLC 1111602552)